# Stanstead (stad)
Stanstead är en stad (kommun av typen ville) och tätort (centre de population) i den kanadensiska provinsen Québec. Den ligger i regionen Estrie, i den sydöstra delen av landet, 290 km öster om huvudstaden Ottawa. Staden bildades 1995 genom sammanslagning av staden Rock Island med bykommunerna Beebe Plain (Beebe) och Stanstead Plain, som sedan dess utgör stadsdelar i den nya staden.
Kommunen är officiellt tvåspråkig (franska och engelska), med 55 % engelsktalande och 47 % fransktalande (modersmålstalare) vid folkräkningen 2021.